# Parada Chivilcoy
Chivilcoy fue una pequeña estación ferro-tranviaria perteneciente a la línea Urquiza.

## Ubicación
Se encontraba ubicada en la intersección de la Avenida Chivilcoy con las vías del Ferrocarril General Urquiza. Donde hoy esta el paso a nivel de la Avenida Chivilcoy

## Servicios
Prestaban parada los trenes locales con destino y provenientes de Federico Lacroze.

## Historia
Fue inaugurada por el Ferrocarril Central de Buenos Aires y clausurada aproximadamente a fines de la década de 1950.